# Yuji Fujikawa
Yuji Fujikawa (藤川 祐司 Fujikawa Yuji?), född 8 juni 1987 i Kanagawa prefektur, är en japansk fotbollsspelare.
Fujikawa började sin karriär 2010 i Mito HollyHock. Efter Mito HollyHock spelade han för Oita Trinita, Matsumoto Yamaga FC och YSCC Yokohama. Han avslutade karriären 2015.